# 有棘層
有棘層（ゆうきょくそう、英: stratum spinosum）とは顆粒層と基底層の間にある上皮の層。有棘層は棘層あるいは有棘細胞層とも呼ばれる。角質化は有棘層において始まる。

## 画像

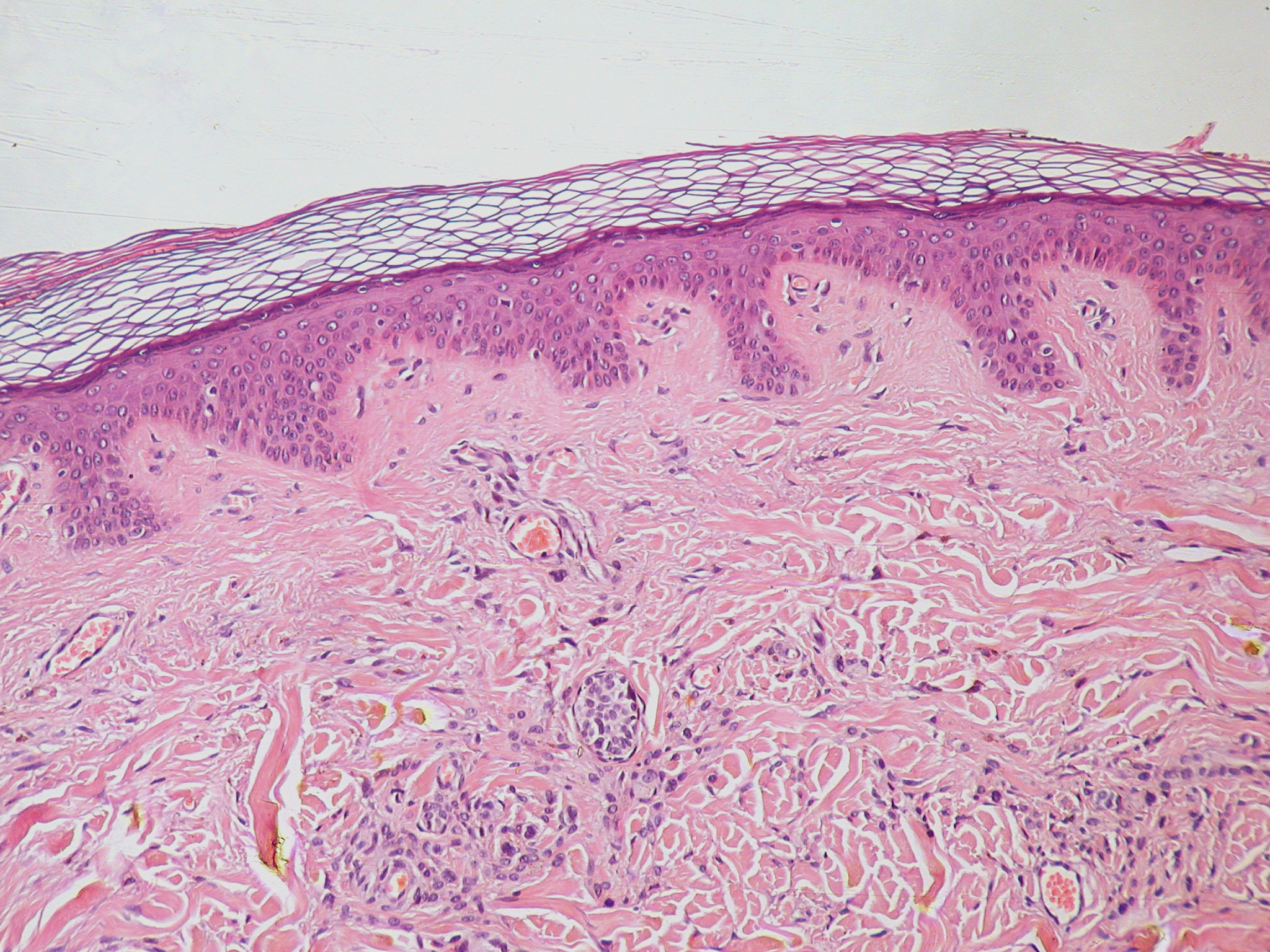
ヒトの皮膚における上皮と真皮
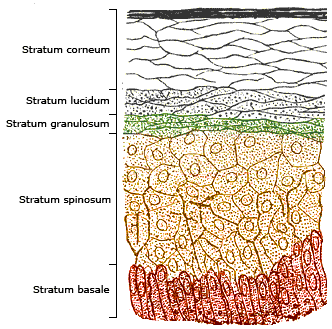
上皮の区分